# Campeonato Mundial de Baloncesto Sub-19 de 2025
El Campeonato Mundial de Baloncesto Masculino Sub-19 de 2025 fue la decimoséptima edición del torneo organizado por FIBA que enfrentó a los seleccionados nacionales juveniles de 19 años o menos. Se desarrolló en la ciudad de Lausana, Suiza, desde el 28 de junio hasta el 6 de julio de 2025. La selección de Estados Unidos se hizo con su noveno título al ganar a Alemania en la final por 109–76.

## Organización

### Sedes
| Lausana          |
| Lausana          |
| Vaudoise Aréna   |
| Capacidad: 9 600 |
|                  |

### Árbitros
Los siguientes  árbitros fueron elegidos para el torneo: 
- Ahmed Ahmed Ali Yaseen Al-Shuwaili
- Kerem Baki
- Juozas Barkauskas
- Johnny Batista
- Blanca Burns
- Luis Miguel Castillo
- Yann Davidson
- Alan dos Santos
- Claudio Eiuba
- Nicolas Fernandes
- James Griguol
- Waseem Husainy
- Boris Krejić
- Fernando Leite
- Wojciech Liszka
- Mihkel Männiste
- Can Mavisu
- Yevgeniy Mikheyev
- Matthew Myers
- Park Kyoung-jin
- Carlos Peralta
- Edwin Quiles
- Yohan Rosso
- Sun Jian
- Mohammad Taha
- Daigo Urushima
- Orlando Varela
- Carlos Vélez
- Ventsislav Velikov
- Martin Vulić
- Yener Yılmaz
- Ademir Zurapović

## Equipos participantes
| Competición               | Fecha                           | Sede         | Plazas | Equipos clasificados                                 |
| ------------------------- | ------------------------------- | ------------ | ------ | ---------------------------------------------------- |
| País anfitrión            | —                               | —            | 1      | Suiza                                                |
| AmeriCup Sub-18 de 2024   | 3–9 de junio de 2024            | Buenos Aires | 4      | Estados Unidos Argentina Canadá República Dominicana |
| EuroBasket Sub-18 de 2024 | 27 de julio–4 de agosto de 2024 | Tampere      | 5      | Alemania Serbia Eslovenia Israel Francia             |
| AsiaCup Sub-18 de 2024    | 2–9 de septiembre de 2024       | Amán         | 4      | Australia Nueva Zelanda China Jordania               |
| AfroBasket Sub-18 de 2024 | 3–14 de septiembre de 2024      | Pretoria     | 2      | Malí Camerún                                         |
| Total                     | Total                           | Total        | 16     | 16                                                   |

### Sorteo
Para el sorteo de los grupos, los equipos participantes fueron distribuidos en base al Ranking FIBA de niños y los resultados obtenidos en las diferentes competiciones continentales clasificatorias.
| Bombo 1                              | Bombo 2                              | Bombo 3                                           | Bombo 4                     |
| ------------------------------------ | ------------------------------------ | ------------------------------------------------- | --------------------------- |
| Suiza Estados Unidos Alemania Serbia | Australia Eslovenia Argentina Israel | Francia Nueva Zelanda Canadá República Dominicana | Malí China Camerún Jordania |

El sorteo tuvo lugar el 31 de enero de 2025 en el auditorio del Museo Olímpico de Lausana, y fue realizado por el exjugador francés Antoine Rigaudeau, con la presencia de la velocista suiza Sarah Atcho-Jaquier y el jugador de baloncesto suizo Jonathan Kazadi.  Los equipos de la misma región no podían estar juntos en el mismo grupo, a excepción de los equipos europeos, donde cada grupo tenía que contar con un mínimo de uno y un máximo de dos equipos. 
| Grupo A                             | Grupo B                         | Grupo C                                        | Grupo D                                  |
| ----------------------------------- | ------------------------------- | ---------------------------------------------- | ---------------------------------------- |
| Argentina Malí Serbia Nueva Zelanda | China Eslovenia Alemania Canadá | Jordania Suiza (H) Israel República Dominicana | Camerún Estados Unidos Australia Francia |

## Fase de grupos
Todos los horarios corresponden al huso horario local (CEST – UTC+2).

### Grupo A
| Pos. | Equipo        | PJ | G | P | PF  | PC  | DP  | Pts |
| ---- | ------------- | -- | - | - | --- | --- | --- | --- |
| 1    | Nueva Zelanda | 3  | 2 | 1 | 247 | 225 | +22 | 5   |
| 2    | Argentina     | 3  | 2 | 1 | 218 | 209 | +9  | 5   |
| 3    | Malí          | 3  | 1 | 2 | 188 | 218 | −30 | 4   |
| 4    | Serbia        | 3  | 1 | 2 | 239 | 240 | −1  | 4   |

 Fuente: FIBA
Notas:
1. 1 2  Nueva Zelanda 77–72 Argentina
2. 1 2  Malí 72–70 Serbia

Jornada 1
| 28 de junio de 2025 | Argentina                                          | 72–77                                 | Nueva Zelanda                                  | Lausana                                                                                                   |  |
| 11:15               | Parciales: 31–18, 11–22, 15–16, 15–21              | Parciales: 31–18, 11–22, 15–16, 15–21 | Parciales: 31–18, 11–22, 15–16, 15–21          | |  |
|                     | Estadísticas Kropp 22 Kropp 11 Sucatzky 5 Kropp 24 | Reporte Pts Reb Asts Val              | Estadísticas 17 Ball 12 Jones 7 Isaac 19 Isaac | Pabellón: Vaudoise Aréna 2 Asistencia: 150 espectadores Árbitros: Nicolas Fernandes Carlos Vélez Sun Jian |  |

| 28 de junio de 2025 | Malí                                                         | 72–70                                 | Serbia                                                 | Lausana |  |
| 11:45               | Parciales: 24–14, 16–25, 19–20, 13–11                        | Parciales: 24–14, 16–25, 19–20, 13–11 | Parciales: 24–14, 16–25, 19–20, 13–11                  | |  |
|                     | Estadísticas Bagayoko 21 A. Traoré 10 Doumbia 6 Coulibaly 19 | Reporte Pts Reb Asts Val              | Estadísticas 20 Džepina 7 Džepina 7 Drezgić 18 Džepina | Pabellón: Vaudoise Aréna Asistencia: 500 espectadores Árbitros: Yohan Rosso Yann Vezo Davidson Mohammad Taha |  |

Jornada 2
| 29 de junio de 2025 | Nueva Zelanda                                                            | 73–50                              | Malí                                                          | Lausana |  |
| 14:00               | Parciales: 22–9, 19–29, 17–5, 15–7                                       | Parciales: 22–9, 19–29, 17–5, 15–7 | Parciales: 22–9, 19–29, 17–5, 15–7                            | |  |
|                     | Estadísticas Jones 19 Halaifonua, Goodman 9 Isaac, Halaifonua 4 Jones 19 | Reporte Pts Reb Asts Val           | Estadísticas 11 Y. Traoré 10 Y. Traoré 6 Doumbia 17 Y. Traoré | Pabellón: Vaudoise Aréna 2 Asistencia: 135 espectadores Árbitros: Boris Krejić Daigo Urushima Fernando Leite |  |

| 29 de junio de 2025 | Serbia                                                | 66–71                                 | Argentina                                         | Lausana |  |
| 14:30               | Parciales: 15–17, 21–25, 15–10, 15–19                 | Parciales: 15–17, 21–25, 15–10, 15–19 | Parciales: 15–17, 21–25, 15–10, 15–19             | |  |
|                     | Estadísticas Džepina 17 Šojić 10 Drezgić 4 Džepina 18 | Reporte Pts Reb Asts Val              | Estadísticas 23 Kropp 9 Kropp 8 Sucatzky 25 Kropp | Pabellón: Vaudoise Aréna Asistencia: 2305 espectadores Árbitros: Johnny Batista James Griguol Ventsislav Velikov |  |

Jornada 3
| 1 de julio de 2025 | Serbia                                                   | 103–97                                | Nueva Zelanda                                    | Lausana |  |
| 11:45              | Parciales: 21–28, 24–22, 20–22, 38–25                    | Parciales: 21–28, 24–22, 20–22, 38–25 | Parciales: 21–28, 24–22, 20–22, 38–25            | |  |
|                    | Estadísticas Drezgić 24 Jovanović 7 Drezgić 7 Drezgić 28 | Reporte Pts Reb Asts Val              | Estadísticas 19 Ball 7 Plumtree 8 Isaac 26 Isaac | Pabellón: Vaudoise Aréna Asistencia: 802 espectadores Árbitros: Wojciech Liszka Ahmed Ahmed Ali Yaseen Al-Shuwaili Yener Yılmaz |  |

| 1 de julio de 2025 | Argentina                                        | 75–66                                 | Malí                                                         | Lausana |  |
| 11:45              | Parciales: 20–13, 15–17, 17–21, 23–15            | Parciales: 20–13, 15–17, 17–21, 23–15 | Parciales: 20–13, 15–17, 17–21, 23–15                        | |  |
|                    | Estadísticas Kropp 24 Kropp 9 Minzer 7 Kroppp 28 | Reporte Pts Reb Asts Val              | Estadísticas 17 Y. Traoré 7 Y. Traoré 5 Doumbia 18 Y. Traoré | Pabellón: Vaudoise Aréna 2 Asistencia: 106 espectadores Árbitros: Yohan Rosso Matthew Myers Yann Vezo Davidson |  |

### Grupo B
| Pos. | Equipo    | PJ | G | P | PF  | PC  | DP  | Pts |
| ---- | --------- | -- | - | - | --- | --- | --- | --- |
| 1    | Alemania  | 3  | 3 | 0 | 269 | 222 | +47 | 6   |
| 2    | Canadá    | 3  | 2 | 1 | 250 | 239 | +11 | 5   |
| 3    | Eslovenia | 3  | 1 | 2 | 230 | 239 | −9  | 4   |
| 4    | China     | 3  | 0 | 3 | 220 | 269 | −49 | 3   |

 Fuente: FIBA
Jornada 1
| 28 de junio de 2025 | China                                                     | 72–80                                 | Canadá                                             | Lausana |  |
| 14:00               | Parciales: 16–24, 13–18, 23–18, 20–20                     | Parciales: 16–24, 13–18, 23–18, 20–20 | Parciales: 16–24, 13–18, 23–18, 20–20              | |  |
|                     | Estadísticas Zhang B. 20 Wang 9 Yang, Chen 5 Zhu, Chen 18 | Reporte Pts Reb Asts Val              | Estadísticas 17 Oliogu 12 Meyer 6 Charles 20 Meyer | Pabellón: Vaudoise Aréna 2 Asistencia: 300 espectadores Árbitros: Matthew Myers James Griguol Juozas Barkauskas |  |

| 28 de junio de 2025 | Eslovenia                                                      | 68–75                                 | Alemania                                                    | Lausana |  |
| 14:30               | Parciales: 17–19, 21–12, 17–23, 13–21                          | Parciales: 17–19, 21–12, 17–23, 13–21 | Parciales: 17–19, 21–12, 17–23, 13–21                       | |  |
|                     | Estadísticas Smrekar 21 Kroflič, Smrekar 5 Padjen 7 Smrekar 17 | Reporte Pts Reb Asts Val              | Estadísticas 19 Steinbach 19 Steinbach 7 Kayil 38 Steinbach | Pabellón: Vaudoise Aréna Asistencia: 925 espectadores Árbitros: Ademir Zurapović Ventsislav Velikov Yener Yılmaz |  |

Jornada 2
| 29 de junio de 2025 | Canadá                                                | 82–63                                | Eslovenia                                                              | Lausana |  |
| 11:15               | Parciales: 10–23, 20–20, 35–9, 17–11                  | Parciales: 10–23, 20–20, 35–9, 17–11 | Parciales: 10–23, 20–20, 35–9, 17–11                                   | |  |
|                     | Estadísticas Charles 27 Nnani 10 Charles 5 Charles 30 | Reporte Pts Reb Asts Val             | Estadísticas 10 Kroflič, Smrekar 7 Hrbar, Kroflič 5 Kroflič 16 Kroflič | Pabellón: Vaudoise Aréna 2 Asistencia: 200 espectadores Árbitros: Yohan Rosso Mihkel Männiste Ahmed Ahmed Ali Yaseen Al-Shuwaili |  |

| 29 de junio de 2025 | Alemania                                              | 90–66                                 | China                                          | Lausana |  |
| 11:45               | Parciales: 29–13, 20–21, 25–18, 16–14                 | Parciales: 29–13, 20–21, 25–18, 16–14 | Parciales: 29–13, 20–21, 25–18, 16–14          | |  |
|                     | Estadísticas Reibe 15 Duru 8 Steinbach 5 Steinbach 20 | Reporte Pts Reb Asts Val              | Estadísticas 12 Zhu, Chen 6 Feng 4 Zhu 12 Chen | Pabellón: Vaudoise Aréna Asistencia: 1236 espectadores Árbitros: Matthew Myers Yann Vezo Davidson Edwin Quiler |  |

Jornada 3
| 1 de julio de 2025 | Alemania                                                        | 104–88                                | Canadá                                            | Lausana |  |
| 14:30              | Parciales: 32–28, 25–13, 28–22, 19–25                           | Parciales: 32–28, 25–13, 28–22, 19–25 | Parciales: 32–28, 25–13, 28–22, 19–25             | |  |
|                    | Estadísticas Anderson 29 Steinbach, Reibe 7 Kayil 8 Anderson 30 | Reporte Pts Reb Asts Val              | Estadísticas 21 Oliogu 5 Ahrens 4 Meyer 23 Oliogu | Pabellón: Vaudoise Aréna Asistencia: 1206 espectadores Árbitros: Johnny Batista Carlos Vélez Nicolas Fernandes |  |

| 1 de julio de 2025 | China                                                             | 82–99                                 | Eslovenia                                            | Lausana |  |
| 14:30              | Parciales: 23–26, 16–25, 16–26, 27–22                             | Parciales: 23–26, 16–25, 16–26, 27–22 | Parciales: 23–26, 16–25, 16–26, 27–22                | |  |
|                    | Estadísticas Feng, Huan Sinan 12 Yang, Feng 5 Zhu, Yang 4 Yang 17 | Reporte Pts Reb Asts Val              | Estadísticas 19 Ivičić 7 Ciperle 6 Padjen 25 Kroflič | Pabellón: Vaudoise Aréna 2 Asistencia: 141 espectadores Árbitros: Luis Castillo James Griguol Mohammad Taha |  |

### Grupo C
| Pos. | Equipo               | PJ | G | P | PF  | PC  | DP  | Pts |
| ---- | -------------------- | -- | - | - | --- | --- | --- | --- |
| 1    | Israel               | 3  | 3 | 0 | 202 | 153 | +49 | 6   |
| 2    | Suiza (H)            | 3  | 2 | 1 | 248 | 225 | +23 | 5   |
| 3    | República Dominicana | 3  | 1 | 2 | 231 | 229 | +2  | 4   |
| 4    | Jordania             | 3  | 0 | 3 | 116 | 190 | −74 | 2   |

 Fuente: FIBA
Jornada 1
| 28 de junio de 2025 | Jordania                                                          | 69–79                                 | República Dominicana                                              | Lausana |  |
| 19:30               | Parciales: 20–22, 17–26, 17–10, 15–21                             | Parciales: 20–22, 17–26, 17–10, 15–21 | Parciales: 20–22, 17–26, 17–10, 15–21                             | |  |
|                     | Estadísticas Saleh 17 Saleh 8 Saleh, Abu-Saab 4 Saleh, Alshami 21 | Reporte Pts Reb Asts Val              | Estadísticas 26 Morillo 12 Siaca, Morillo 10 Carbuccia 31 Morillo | Pabellón: Vaudoise Aréna 2 Asistencia: 200 espectadores Árbitros: Boris Krejić Ahmed Ahmed Ali Yaseen Al-Shuwaili Edwin Quiles |  |

| 28 de junio de 2025 | Suiza                                                       | 77–102                                | Israel                                         | Lausana                                                                                                 |  |
| 20:00               | Parciales: 22–23, 17–27, 18–27, 20–25                       | Parciales: 22–23, 17–27, 18–27, 20–25 | Parciales: 22–23, 17–27, 18–27, 20–25          | |  |
|                     | Estadísticas Maniema 14 Nessah 8 Nessah 6 Tres jugadores 13 | Reporte Pts Reb Asts Val              | Estadísticas 24 Mayer 12 Sela 5 Belaga 29 Sela | Pabellón: Vaudoise Aréna Asistencia: 1500 espectadores Árbitros: Martin Vulić Kerem Baki Fernando Leite |  |

Jornada 2
| 29 de junio de 2025 | Israel | 20–0    | Jordania | Lausana                                                                           |  |
| 16:45               |        |         |          |                                                                                   |  |
|                     |        | Reporte |          | Pabellón: Vaudoise Aréna Árbitros: Wojciech Liszka Waseem Husainy Park Kyoung-jin |  |

| 29 de junio de 2025 | República Dominicana                                    | 76–80                                 | Suiza                                                       | Lausana |  |
| 17:15               | Parciales: 14–15, 16–27, 24–17, 22–21                   | Parciales: 14–15, 16–27, 24–17, 22–21 | Parciales: 14–15, 16–27, 24–17, 22–21                       | |  |
|                     | Estadísticas Morillo 21 Brito 11 Carbuccia 7 Morillo 22 | Reporte Pts Reb Asts Val              | Estadísticas 23 Nessah 10 Nessah, Tchouda 5 Nesah 24 Nessah | Pabellón: Vaudoise Aréna Asistencia: 4576 espectadores Árbitros: Luis Castillo Nicolas Fernandes Claudio Eiuba |  |

Jornada 3
| 1 de julio de 2025 | Israel                                          | 80–76                                 | República Dominicana                                                | Lausana |  |
| 20:00              | Parciales: 26–17, 16–21, 20–22, 18–16           | Parciales: 26–17, 16–21, 20–22, 18–16 | Parciales: 26–17, 16–21, 20–22, 18–16                               | |  |
|                    | Estadísticas Belaga 16 Sela 17 Belaga 6 Sela 27 | Reporte Pts Reb Asts Val              | Estadísticas 25 de los Santos 11 Morillo 5 Morillo 25 de los Santos | Pabellón: Vaudoise Aréna 2 Asistencia: 251 espectadores Árbitros: Ademir Zurapović Kerem Baki Park Kyoung-jin |  |

| 1 de julio de 2025 | Jordania                                             | 47–91                                | Suiza                                                | Lausana                                                                                               |  |
| 20:00              | Parciales: 4–29, 14–21, 14–25, 15–16                 | Parciales: 4–29, 14–21, 14–25, 15–16 | Parciales: 4–29, 14–21, 14–25, 15–16                 | |  |
|                    | Estadísticas Saleh 10 Al-shami 9 Abu-Saab 3 Saleh 13 | Reporte Pts Reb Asts Val             | Estadísticas 18 Ouko 10 Tchouda 9 Sassella 22 Nessah | Pabellón: Vaudoise Aréna Asistencia: 1172 espectadores Árbitros: Martin Vulić Waseem Husainy Sun Jian |  |

### Grupo D
| Pos. | Equipo         | PJ | G | P | PF  | PC  | DP   | Pts |
| ---- | -------------- | -- | - | - | --- | --- | ---- | --- |
| 1    | Estados Unidos | 3  | 3 | 0 | 325 | 220 | +105 | 6   |
| 2    | Australia      | 3  | 2 | 1 | 245 | 247 | −2   | 5   |
| 3    | Francia        | 3  | 1 | 2 | 215 | 229 | −14  | 4   |
| 4    | Camerún        | 3  | 0 | 3 | 216 | 305 | −89  | 3   |

 Fuente: FIBA
Jornada 1
| 28 de junio de 2025 | Camerún                                                                  | 50–75                                 | Francia                                                                     | Lausana |  |
| 16:45               | Parciales: 13–19, 12–13, 15–21, 10–22                                    | Parciales: 13–19, 12–13, 15–21, 10–22 | Parciales: 13–19, 12–13, 15–21, 10–22                                       | |  |
|                     | Estadísticas Basson, Belibi 15 Seini, Belibi 6 Basson 3 Seini, Belibi 10 | Reporte Pts Reb Asts Val              | Estadísticas 16 Soulhac 10 Kouakou-Heugue 5 Sissoko 23 Dada, Kouakou-Heugue | Pabellón: Vaudoise Aréna 2 Asistencia: 200 espectadores Árbitros: Luis Castillo Waseem Husainy Park Kyoung-jin |  |

| 28 de junio de 2025 | Estados Unidos                                                    | 88–73                                 | Australia                                                    | Lausana |  |
| 17:15               | Parciales: 25–15, 24–22, 19–18, 20–18                             | Parciales: 25–15, 24–22, 19–18, 20–18 | Parciales: 25–15, 24–22, 19–18, 20–18                        | |  |
|                     | Estadísticas Dybantsa 18 Peat, Johnson Jr. 10 Brown Jr. 7 Peat 25 | Reporte Pts Reb Asts Val              | Estadísticas 24 Furphy 12 Siulepa 2 Tres jugadores 16 Furphy | Pabellón: Vaudoise Aréna Asistencia: 1000 espectadores Árbitros: Wojciech Liszka Mihkel Männiste Orlando Varela |  |

Jornada 2
| 29 de junio de 2025 | Australia                                                              | 101–96                                                  | Camerún                                                 | Lausana |  |
| 19:30               | Parciales: 20–21, 26–19, 15–14, 22–29 (T.E.: 8–8, 10–5)                | Parciales: 20–21, 26–19, 15–14, 22–29 (T.E.: 8–8, 10–5) | Parciales: 20–21, 26–19, 15–14, 22–29 (T.E.: 8–8, 10–5) | |  |
|                     | Estadísticas Daniels, Siulepa 22 Siulepa 13 Tres jugadores 4 Malual 18 | Reporte Pts Reb Asts Val                                | Estadísticas 29 Belibi '24 Seini 5 Bom 37 Seini         | Pabellón: Vaudoise Aréna 2 Asistencia: 143 espectadores Árbitros: Ademir ZurapovićAdemir Zurapović Carlos Vélez Juozas Barkauskas |  |

| 29 de junio de 2025 | Francia                                                   | 77–108                                | Estados Unidos                                                        | Lausana                                                                                     |  |
| 20:00               | Parciales: 18–33, 20–17, 22–28, 17–30                     | Parciales: 18–33, 20–17, 22–28, 17–30 | Parciales: 18–33, 20–17, 22–28, 17–30                                 |                                                                                             |  |
|                     | Estadísticas Dada 17 Moupadele, Bracq 5 Bracq 4 Sankhe 14 | Reporte Pts Reb Asts Val              | Estadísticas 24 Brown Jr. 4 Cuatro jugadores 7 Mandaquit 25 Brown Jr. | Pabellón: Vaudoise Aréna Asistencia: 5517 espectadores Árbitros: Alan dos Santos Kerem Baki |  |

Jornada 3
| 1 de julio de 2025 | Camerún                                                | 70–129                               | Estados Unidos                                                | Lausana |  |
| 17:15              | Parciales: 25–28, 13–44, 24–29, 8–28                   | Parciales: 25–28, 13–44, 24–29, 8–28 | Parciales: 25–28, 13–44, 24–29, 8–28                          | |  |
|                    | Estadísticas Basson 19 Bel, Seini 5 Basson 3 Basson 15 | Reporte Pts Reb Asts Val             | Estadísticas 24 Brown Jr. 9 Jacobsen 8 Brown Jr. 29 Brown Jr. | Pabellón: Vaudoise Aréna Asistencia: 1954 espectadores Árbitros: Alan dos Santos Ventsislav Velikov Fernando Leite |  |

| 1 de julio de 2025 | Australia                                                      | 71–63                                 | Francia                                                | Lausana |  |
| 17:15              | Parciales: 19–15, 16–10, 19–16, 17–22                          | Parciales: 19–15, 16–10, 19–16, 17–22 | Parciales: 19–15, 16–10, 19–16, 17–22                  | |  |
|                    | Estadísticas Furphy, Siulepa 19 Siulepa 8 Daniels 6 Siulepa 19 | Reporte Pts Reb Asts Val              | Estadísticas 12 Soulhac 7 Sissoko 6 Soulhac 14 Soulhac | Pabellón: Vaudoise Aréna 2 Asistencia: 420 espectadores Árbitros: Boris Krejić Mihkel Männister Orlando Varela |  |

## Fase final
Todos los horarios corresponden al huso horario local (CEST – UTC+2).

### Cuadro de finales
|  | Octavos de final | Octavos de final     | Octavos de final |                |               | Cuartos de final | Cuartos de final | Cuartos de final |  |               | Semifinales   | Semifinales | Semifinales |               |                    | Final              | Final              | Final      |  |
|  | 2 de julio       | 2 de julio           | 2 de julio       |                |               | 4 de julio       | 4 de julio       | 4 de julio       |  |               | 5 de julio    | 5 de julio  | 5 de julio  |               |                    | 6 de julio         | 6 de julio         | 6 de julio |  |
|  |                  |                      |                  |                |               |                  |                  |                  |  |               |               |             |             |               |                    |                    |                    |            |  |
|  |                  |                      |                  |                |               |                  |                  |                  |  |               |               |             |             |               |                    |                    |                    |            |  |
|  | A1               | Nueva Zelanda        | 99               |                |               |                  |                  |                  |  |               |               |             |             |               |                    |                    |                    |            |  |
|  | A1               | Nueva Zelanda        | 99               |                |               |                  |                  |                  |  |               |               |             |             |               |                    |                    |                    |            |  |
|  | B4               | China                | 86               |                |               |                  |                  |                  |  |               |               |             |             |               |                    |                    |                    |            |  |
|  | B4               | China                | 86               |                | Nueva Zelanda | Nueva Zelanda    | 84               |                  |  |               |               |             |             |               |                    |                    |                    |            |  |
|  |                  |                      |                  |                | Nueva Zelanda | Nueva Zelanda    | 84               |                  |  |               |               |             |             |               |                    |                    |                    |            |  |
|  |                  |                      | Suiza            | Suiza          | 70            |                  |                  |                  |  |               |               |             |             |               |                    |                    |                    |            |  |
|  | C2               | Suiza TE             | Suiza            | Suiza          | 70            | 86               |                  |                  |  |               |               |             |             |               |                    |                    |                    |            |  |
|  | C2               | Suiza TE             |                  |                |               |                  |                  |                  |  |               |               |             |             |               |                    |                    |                    |            |  |
|  | D3               | Francia              | 79               |                |               |                  |                  |                  |  |               |               |             |             |               |                    |                    |                    |            |  |
|  | D3               | Francia              | 79               |                |               |                  |                  |                  |  | Nueva Zelanda | Nueva Zelanda | 64          |             |               |                    |                    |                    |            |  |
|  |                  |                      |                  |                |               |                  |                  |                  |  | Nueva Zelanda | Nueva Zelanda | 64          |             |               |                    |                    |                    |            |  |
|  |                  |                      | Estados Unidos   | Estados Unidos | 120           |                  |                  |                  |  |               |               |             |             |               |                    |                    |                    |            |  |
|  | A3               | Malí                 | Estados Unidos   | Estados Unidos | 120           | 75               |                  |                  |  |               |               |             |             |               |                    |                    |                    |            |  |
|  | A3               | Malí                 |                  |                |               |                  |                  |                  |  |               |               |             |             |               |                    |                    |                    |            |  |
|  | B2               | Canadá               | 100              |                |               |                  |                  |                  |  |               |               |             |             |               |                    |                    |                    |            |  |
|  | B2               | Canadá               | 100              |                | Canadá        | Canadá           | 102              |                  |  |               |               |             |             |               |                    |                    |                    |            |  |
|  |                  |                      |                  |                | Canadá        | Canadá           | 102              |                  |  |               |               |             |             |               |                    |                    |                    |            |  |
|  |                  |                      | Estados Unidos   | Estados Unidos | 108           |                  |                  |                  |  |               |               |             |             |               |                    |                    |                    |            |  |
|  | C4               | Jordania             | Estados Unidos   | Estados Unidos | 108           | 67               |                  |                  |  |               |               |             |             |               |                    |                    |                    |            |  |
|  | C4               | Jordania             |                  |                |               |                  |                  |                  |  |               |               |             |             |               |                    |                    |                    |            |  |
|  | D1               | Estados Unidos       | 140              |                |               |                  |                  |                  |  |               |               |             |             |               |                    |                    |                    |            |  |
|  | D1               | Estados Unidos       | 140              |                |               |                  |                  |                  |  |               |               |             |             |               | Estados Unidos     | Estados Unidos     | 109                |            |  |
|  |                  |                      |                  |                |               |                  |                  |                  |  |               |               |             |             |               | Estados Unidos     | Estados Unidos     | 109                |            |  |
|  |                  |                      | Alemania         | Alemania       | 76            |                  |                  |                  |  |               |               |             |             |               |                    |                    |                    |            |  |
|  | A2               | Argentina            | Alemania         | Alemania       | 76            | 80               |                  |                  |  |               |               |             |             |               |                    |                    |                    |            |  |
|  | A2               | Argentina            |                  |                |               |                  |                  |                  |  |               |               |             |             |               |                    |                    |                    |            |  |
|  | B3               | Eslovenia            | 81               |                |               |                  |                  |                  |  |               |               |             |             |               |                    |                    |                    |            |  |
|  | B3               | Eslovenia            | 81               |                | Eslovenia     | Eslovenia        | 79               |                  |  |               |               |             |             |               |                    |                    |                    |            |  |
|  |                  |                      |                  |                | Eslovenia     | Eslovenia        | 79               |                  |  |               |               |             |             |               |                    |                    |                    |            |  |
|  |                  |                      | Israel           | Israel         | 55            |                  |                  |                  |  |               |               |             |             |               |                    |                    |                    |            |  |
|  | C1               | Israel               | Israel           | Israel         | 55            | 86               |                  |                  |  |               |               |             |             |               |                    |                    |                    |            |  |
|  | C1               | Israel               |                  |                |               |                  |                  |                  |  |               |               |             |             |               |                    |                    |                    |            |  |
|  | D4               | Camerún              | 82               |                |               |                  |                  |                  |  |               |               |             |             |               |                    |                    |                    |            |  |
|  | D4               | Camerún              | 82               |                |               |                  |                  |                  |  | Eslovenia     | Eslovenia     | 72          |             |               |                    |                    |                    |            |  |
|  |                  |                      |                  |                |               |                  |                  |                  |  | Eslovenia     | Eslovenia     | 72          |             |               |                    |                    |                    |            |  |
|  |                  |                      | Alemania         | Alemania       | 84            |                  |                  |                  |  |               |               |             |             |               |                    |                    |                    |            |  |
|  | A4               | Serbia               | Alemania         | Alemania       | 84            | 83               |                  |                  |  |               |               |             |             |               |                    |                    |                    |            |  |
|  | A4               | Serbia               |                  |                |               |                  |                  |                  |  |               |               |             |             |               |                    |                    |                    |            |  |
|  | B1               | Alemania             | 92               |                |               |                  |                  |                  |  |               |               |             |             |               |                    |                    |                    |            |  |
|  | B1               | Alemania             | 92               |                | Alemania      | Alemania         | 80               |                  |  |               |               |             |             |               | Partido 3.º puesto | Partido 3.º puesto | Partido 3.º puesto |            |  |
|  |                  |                      |                  |                | Alemania      | Alemania         | 80               |                  |  |               |               |             |             |               | Partido 3.º puesto | Partido 3.º puesto | Partido 3.º puesto |            |  |
|  |                  |                      | Australia        | Australia      | 67            |                  |                  |                  |  |               |               |             |             |               |                    |                    |                    |            |  |
|  | C3               | República Dominicana | Australia        | Australia      | 67            | 96               |                  |                  |  |               |               |             |             | Nueva Zelanda | Nueva Zelanda      | 87                 |                    |            |  |
|  | C3               | República Dominicana |                  |                |               |                  |                  |                  |  |               |               |             |             | Nueva Zelanda | Nueva Zelanda      | 87                 |                    |            |  |
|  | D2               | Australia            | 106              |                |               |                  |                  |                  |  |               |               |             |             |               |                    | Eslovenia          | Eslovenia          | 91         |  |
|  | D2               | Australia            | 106              |                |               |                  |                  |                  |  |               |               |             |             |               |                    | Eslovenia          | Eslovenia          | 91         |  |
|  |                  |                      |                  |                |               |                  |                  |                  |  |               |               |             |             |               |                    |                    |                    |            |  |

#### Octavos de final
| 2 de julio de 2025 | Argentina                                         | 80–81                                 | Eslovenia                                                    | Lausana |  |
| 11:15              | Parciales: 17–19, 17–20, 21–20, 25–22             | Parciales: 17–19, 17–20, 21–20, 25–22 | Parciales: 17–19, 17–20, 21–20, 25–22                        | |  |
|                    | Estadísticas Minzer 26 Kropp 12 Díaz 10 Minzer 31 | Reporte Pts Reb Asts Val              | Estadísticas 22 Padjen 7 Kroflič 7 Padjen, Smrekar 29 Padjen | Pabellón: Vaudoise Aréna 2 Asistencia: 262 espectadores Árbitros: Johnny Batista Nicolas Fernandes Edwin Quiles |  |

| 2 de julio de 2025 | Nueva Zelanda                                  | 99–86                                 | China                                                     | Lausana                                                                                                   |  |
| 11:45              | Parciales: 24–13, 28–24, 25–35, 22–14          | Parciales: 24–13, 28–24, 25–35, 22–14 | Parciales: 24–13, 28–24, 25–35, 22–14                     | |  |
|                    | Estadísticas Isaac 18 Jones 9 Isaac 8 Isaac 22 | Reporte Pts Reb Asts Val              | Estadísticas 21 Zhang B. 5 Huan Sinan 7 Zhu 22 Huan Sinan | Pabellón: Vaudoise Aréna Asistencia: 521 espectadores Árbitros: Daigo Urushima Matthew Myers Martin Vulić |  |

| 2 de julio de 2025 | Malí                                                        | 75–100                                | Canadá                                               | Lausana                                                                              |  |
| 14:00              | Parciales: 17–15, 14–22, 25–27, 19–36                       | Parciales: 17–15, 14–22, 25–27, 19–36 | Parciales: 17–15, 14–22, 25–27, 19–36                |                                                                                      |  |
|                    | Estadísticas Traoré 25 Traoré 9 Doumbia, Traoré 4 Traoré 30 | Reporte Pts Reb Asts Val              | Estadísticas 16 Beckford 9 Ahrens 6 Nyorha 19 Ahrens | Pabellón: Vaudoise Aréna 2 Árbitros: James Griguol Alan dos Santos Juozas Barkauskas |  |

| 2 de julio de 2025 | Serbia                                                            | 83–92                                 | Alemania                                                    | Lausana |  |
| 14:30              | Parciales: 13–23, 29–22, 23–28, 18–19                             | Parciales: 13–23, 29–22, 23–28, 18–19 | Parciales: 13–23, 29–22, 23–28, 18–19                       | |  |
|                    | Estadísticas Drezgić 32 Drezgić 11 Drezgić, Marković 3 Drezgić 36 | Reporte Pts Reb Asts Val              | Estadísticas 25 Reibe 19 Steinbach 12 Anderson 36 Steinbach | Pabellón: Vaudoise Aréna Asistencia: 1357 espectadores Árbitros: Yohan Rosso Ventsislav Velikov Mihkel Männiste |  |

| 2 de julio de 2025 | Israel                                        | 86–82                                 | Camerún                                        | Lausana |  |
| 16:45              | Parciales: 15–22, 23–23, 19–15, 29–22         | Parciales: 15–22, 23–23, 19–15, 29–22 | Parciales: 15–22, 23–23, 19–15, 29–22          | |  |
|                    | Estadísticas Mayer 33 Sela 8 Mayer 7 Mayer 33 | Reporte Pts Reb Asts Val              | Estadísticas 25 Basson 22 Seini 6 Bom 31 Seini | Pabellón: Vaudoise Aréna 2 Asistencia: 362 espectadores Árbitros: Boris Krejić Yann Vezo Davidson Jian Sun |  |

| 2 de julio de 2025 | Jordania                                                                 | 67–140                                | Estados Unidos                                                    | Lausana |  |
| 17:15              | Parciales: 15–32, 22–35, 19–39, 11–34                                    | Parciales: 15–32, 22–35, 19–39, 11–34 | Parciales: 15–32, 22–35, 19–39, 11–34                             | |  |
|                    | Estadísticas Al-jaibat 16 Salman 7 Zeid, Abu-Saab 5 Salman, Al-jaibat 12 | Reporte Pts Reb Asts Val              | Estadísticas 19 Stokes, Johnson Jr. 11 Stokes 10 Stokes 43 Stokes | Pabellón: Vaudoise Aréna Asistencia: 1784 espectadores Árbitros: Luis Castillo Park Kyoung-jin Claudio Eiuba |  |

| 2 de julio de 2025 | República Dominicana                                                    | 93–106                                | Australia                                                     | Lausana                                                                          |  |
| 19:30              | Parciales: 16–25, 25–26, 23–25, 32–30                                   | Parciales: 16–25, 25–26, 23–25, 32–30 | Parciales: 16–25, 25–26, 23–25, 32–30                         |                                                                                  |  |
|                    | Estadísticas Morillo 22 Morillo 7 Carbuccia 7 de los Santos, Morillo 21 | Reporte Pts Reb Asts Val              | Estadísticas 24 Furphy 12 Whitbourn 6 Miller Brogan 26 Furphy | Pabellón: Vaudoise Aréna 2 Árbitros: Wojciech Liszka Yener Yılmaz Waseem Husainy |  |

| 2 de julio de 2025 | Suiza                                                  | 86–79 TE                                            | Francia                                                           | Lausana |  |
| 20:00              | Parciales: 13–24, 13–14, 23–16, 17–12 (T.E.: 20–13)    | Parciales: 13–24, 13–14, 23–16, 17–12 (T.E.: 20–13) | Parciales: 13–24, 13–14, 23–16, 17–12 (T.E.: 20–13)               | |  |
|                    | Estadísticas Sassella 25 Nessah 15 Maniema 9 Nessah 30 | Reporte Pts Reb Asts Val                            | Estadísticas 16 Bracq 8 Sankhe 3 Tres jugadores 16 Kouakou-Heugue | Pabellón: Vaudoise Aréna Asistencia: 3073 espectadores Árbitros: Ademir Zurapović Carlos Vélez Ahmed Ahmed Ali Yaseen Al-Shuwaili |  |

#### Cuartos de final
| 4 de julio de 2025 | Eslovenia                                             | 79–55                                 | Israel                                         | Lausana |  |
| 11:45              | Parciales: 15–14, 23–14, 22–14, 19–13                 | Parciales: 15–14, 23–14, 22–14, 19–13 | Parciales: 15–14, 23–14, 22–14, 19–13          | |  |
|                    | Estadísticas Smrekar 22 Smrekar 8 Padjen 9 Smrekar 27 | Reporte Pts Reb Asts Val              | Estadísticas 20 Sahar 10 Sela 4 Mayer 14 Sahar | Pabellón: Vaudoise Aréna Asistencia: 1058 espectadores Árbitros: Wojciehc Liszka Alan dos Santos Carlos Vélez |  |

| 4 de julio de 2025 | Alemania                                                    | 80–67                                 | Australia                                                    | Lausana                                                                                                   |  |
| 14:30              | Parciales: 28–14, 24–19, 12–24, 16–10                       | Parciales: 28–14, 24–19, 12–24, 16–10 | Parciales: 28–14, 24–19, 12–24, 16–10                        | |  |
|                    | Estadísticas Anderson 18 Steinbach 16 Kayil 12 Steinbach 23 | Reporte Pts Reb Asts Val              | Estadísticas 18 Fennell 8 Furphy 2 Tres jugadores 19 Fennell | Pabellón: Vaudoise Aréna Asistencia: 1198 espectadores Árbitros: Johnny Batista Kerem Baki Waseem Husainy |  |

| 4 de julio de 2025 | Canadá                                                        | 102–108                               | Estados Unidos                                           | Lausana                                                                                             |  |
| 17:15              | Parciales: 24–30, 30–31, 24–18, 24–29                         | Parciales: 24–30, 30–31, 24–18, 24–29 | Parciales: 24–30, 30–31, 24–18, 24–29                    | |  |
|                    | Estadísticas Charles 19 Tres jugadores 6 Nyorha 6 Beckford 19 | Reporte Pts Reb Asts Val              | Estadísticas 22 Dybantsa 11 Peat 8 Brown Jr. 25 Dybantsa | Pabellón: Vaudoise Aréna Asistencia: 4113 espectadores Árbitros: Boris Krejić Yener Yılmaz Jian Sun |  |

| 4 de julio de 2025 | Nueva Zelanda                                              | 84–79                                 | Suiza                                                | Lausana |  |
| 20:00              | Parciales: 16–23, 22–21, 29–12, 17–14                      | Parciales: 16–23, 22–21, 29–12, 17–14 | Parciales: 16–23, 22–21, 29–12, 17–14                | |  |
|                    | Estadísticas Jones 23 Goodman 13 Jones 5 Jones, Goodman 26 | Reporte Pts Reb Asts Val              | Estadísticas 19 Nessah 10 Nessah 6 Maniema 22 Nessah | Pabellón: Vaudoise Aréna Asistencia: 5088 espectadores Árbitros: Yohan Rosso James Griguol Yann Vezo Davidson |  |

#### Semifinales
| 5 de julio de 2025 | Eslovenia                                                            | 72–84                                 | Alemania                                                      | Lausana |  |
| 17:00              | Parciales: 17–19, 14–26, 18–12, 23–27                                | Parciales: 17–19, 14–26, 18–12, 23–27 | Parciales: 17–19, 14–26, 18–12, 23–27                         | |  |
|                    | Estadísticas Padjen 23 Hrabar, Smrekar 4 Padjen, Smrekar 5 Padjen 18 | Reporte Pts Reb Asts Val              | Estadísticas 27 Anderson 16 Steinbach 6 Anderson 30 Steinbach | Pabellón: Vaudoise Aréna Asistencia: 4476 espectadores Árbitros: Luis Castillo Martin Vulić Mihkel Männiste |  |

| 5 de julio de 2025 | Nueva Zelanda                                                       | 64–120                                | Estados Unidos                                  | Lausana |  |
| 20:00              | Parciales: 14–32, 12–23, 24–26, 14–39                               | Parciales: 14–32, 12–23, 24–26, 14–39 | Parciales: 14–32, 12–23, 24–26, 14–39           | |  |
|                    | Estadísticas Halaifonua 15 Cuatro jugadores 4 Jones 3 Halaifonua 13 | Reporte Pts Reb Asts Val              | Estadísticas 20 Holt 7 Holt 7 Mandaquit 28 Holt | Pabellón: Vaudoise Aréna Asistencia: 5184 espectadores Árbitros: Wojciech Liszka Carlos Vélez Waseem Husainy |  |

#### Partido por el 3.º puesto
| 6 de julio de 2025 | Nueva Zelanda                                      | 87–91                                 | Eslovenia                                                       | Lausana |  |
| 17:00              | Parciales: 19–26, 27–26, 18–23, 23–16              | Parciales: 19–26, 27–26, 18–23, 23–16 | Parciales: 19–26, 27–26, 18–23, 23–16                           | |  |
|                    | Estadísticas Jones 21 Hopoi 8 Ball 5 Halaifonua 27 | Reporte Pts Reb Asts Val              | Estadísticas 20 Hrabar, Smrekar 14 Kroflič 6 Kroflič 31 Kroflič | Pabellón: Vaudoise Aréna Asistencia: 4559 espectadores Árbitros: Matthew Myers Ventsislav Velikov Yann Vezo Davidson |  |

#### Final
| 6 de julio de 2025 | Estados Unidos                                                        | 109–76                                | Alemania                                                      | Lausana                                                                                                  |  |
| 20:00              | Parciales: 24–23, 32–24, 28–10, 25–19                                 | Parciales: 24–23, 32–24, 28–10, 25–19 | Parciales: 24–23, 32–24, 28–10, 25–19                         | |  |
|                    | Estadísticas Johnson Jr. 15 Johnson Jr. 10 Mandaquit 6 Johnson Jr. 23 | Reporte Pts Reb Asts Val              | Estadísticas 19 Steinbach 7 Steinbach 9 Anderson 19 Steinbach | Pabellón: Vaudoise Aréna Asistencia: 7234 espectadores Árbitros: Yohan Rosso Luis Castillo James Griguol |  |

|                                   |
| Bandera de Estados Unidos         |
| Campeón Estados Unidos 9.º título |

### Cuadro por el 5.º-8.º puesto
|  | Semifinales 5.º-8.º | Semifinales 5.º-8.º |           |        | Partido 5.º puesto | Partido 5.º puesto |  |
|  | 5 de julio          | 5 de julio          |           |        | 6 de julio         | 6 de julio         |  |
|  |                     |                     |           |        |                    |                    |  |
|  |                     |                     |           |        |                    |                    |  |
|  | Suiza               | 61                  |           |        |                    |                    |  |
|  | Suiza               | 61                  |           |        |                    |                    |  |
|  | Canadá              | 93                  |           |        |                    |                    |  |
|  | Canadá              | 93                  |           | Canadá | 75                 |                    |  |
|  |                     |                     |           | Canadá | 75                 |                    |  |
|  |                     |                     | Australia | 72     |                    |                    |  |
|  | Israel              | 72                  | Australia | 72     |                    |                    |  |
|  | Israel              | 72                  |           |        |                    |                    |  |
|  | Australia           | 78                  |           |        | Partido 7.º puesto | Partido 7.º puesto |  |
|  | Australia           | 78                  |           |        | Partido 7.º puesto | Partido 7.º puesto |  |
|  |                     |                     |           |        |                    |                    |  |
|  |                     |                     |           |        | Suiza              | 68                 |  |
|  |                     |                     |           |        | Suiza              | 68                 |  |
|  |                     |                     |           |        | Israel             | 79                 |  |
|  |                     |                     |           |        | Israel             | 79                 |  |
|  |                     |                     |           |        |                    |                    |  |

#### Semifinales del 5.º-8.º puesto
| 5 de julio de 2025 | Israel                                          | 72–78                                 | Australia                                                             | Lausana                                                                                                  |  |
| 11:30              | Parciales: 18–27, 22–13, 14–23, 18–15           | Parciales: 18–27, 22–13, 14–23, 18–15 | Parciales: 18–27, 22–13, 14–23, 18–15                                 | |  |
|                    | Estadísticas Sahar 21 Sela 10 Belaga 6 Sahar 18 | Reporte Pts Reb Asts Val              | Estadísticas 24 Siulepa 7 Cuatro jugadores 4 Miller Brogan 19 Siulepa | Pabellón: Vaudoise Aréna Asistencia: 921 espectadores Árbitros: Boris Krejić Yann Vezo Davidson Sun Jian |  |

| 5 de julio de 2025 | Suiza                                                          | 61–93                                 | Canadá                                           | Lausana |  |
| 14:00              | Parciales: 17–32, 20–26, 13–11, 11–24                          | Parciales: 17–32, 20–26, 13–11, 11–24 | Parciales: 17–32, 20–26, 13–11, 11–24            | |  |
|                    | Estadísticas Tres jugadores 11 Nessah 10 da Silva 4 Tchouda 15 | Reporte Pts Reb Asts Val              | Estadísticas 14 Ahrens 8 Dann 9 Nyorha 18 Oliogu | Pabellón: Vaudoise Aréna Asistencia: 2185 espectadores Árbitros: Yohan Rosso Ventsislav Velikov Kerem Baki |  |

#### Partido por el 7.º puesto
| 6 de julio de 2025 | Suiza                                               | 68–79                                 | Israel                                             | Lausana |  |
| 11:30              | Parciales: 13–19, 19–26, 19–16, 17–18               | Parciales: 13–19, 19–26, 19–16, 17–18 | Parciales: 13–19, 19–26, 19–16, 17–18              | |  |
|                    | Estadísticas Nessah 25 Nessah 8 Maniema 6 Nessah 23 | Reporte Pts Reb Asts Val              | Estadísticas 21 Sahar 14 Belaga 8 Belaga 29 Belaga | Pabellón: Vaudoise Aréna Asistencia: 1246 espectadores Árbitros: Wojciech Liszka Nicolas Fernandes Park Kyoung-jin |  |

#### Partido por el 5.º puesto
| 6 de julio de 2025 | Canadá                                               | 75–72                                 | Australia                                                            | Lausana |  |
| 14:00              | Parciales: 22–15, 21–31, 17–11, 15–15                | Parciales: 22–15, 21–31, 17–11, 15–15 | Parciales: 22–15, 21–31, 17–11, 15–15                                | |  |
|                    | Estadísticas Beckford 17 Ahrens 10 Charles 5 Dann 17 | Reporte Pts Reb Asts Val              | Estadísticas 18 Fennell 7 Furphy 3 Siulepa 15 Miller Brogan, Siulepa | Pabellón: Vaudoise Aréna Asistencia: 2111 espectadores Árbitros: Boris Krejić Carlos Vélez Ahmed Ahmed Ali Yaseen Al-Shuwaili |  |

### Cuadro por el 9.º-16.º puesto
|  | Partido 13.º puesto  | Partido 13.º puesto |            |       | Semifinales 13.º-16.º | Semifinales 13.º-16.º |            |            | Cuartos de final 9.º-16.º | Cuartos de final 9.º-16.º |           |         | Semifinales 9.º-12.º | Semifinales 9.º-12.º |  |  | Partido 9.º puesto | Partido 9.º puesto |
|  |                      |                     |            |       |                       |                       |            |            |                           |                           |           |         |                      |                      |  |  |                    |                    |
|  |                      |                     |            |       |                       |                       |            |            | 4 de julio                |                           |           |         |                      |                      |  |  |                    |                    |
|  |                      |                     |            |       |                       |                       |            |            |                           |                           |           |         |                      |                      |  |  |                    |                    |
|  | 6 de julio           | 6 de julio          |            |       | 5 de julio            | 5 de julio            |            |            | China                     | 76                        |           |         | 5 de julio           | 5 de julio           |  |  | 6 de julio         | 6 de julio         |
|  | 6 de julio           | 6 de julio          |            |       | 5 de julio            | 5 de julio            |            |            | China                     | 76                        |           |         | 5 de julio           | 5 de julio           |  |  | 6 de julio         | 6 de julio         |
|  | 6 de julio           | 6 de julio          |            |       | 5 de julio            | 5 de julio            | Francia    | 85         |                           |                           |           |         | 5 de julio           | 5 de julio           |  |  | 6 de julio         | 6 de julio         |
|  | 6 de julio           | 6 de julio          |            | China | 97                    |                       | Francia    | 85         |                           |                           |           | Francia | 76                   |                      |  |  | 6 de julio         | 6 de julio         |
|  | 6 de julio           | 6 de julio          | 4 de julio | China | 97                    |                       |            |            |                           |                           |           | Francia | 76                   |                      |  |  | 6 de julio         | 6 de julio         |
|  | 6 de julio           | 6 de julio          |            |       | Jordania              | 78                    |            |            | Malí                      | 71                        |           |         |                      |                      |  |  | 6 de julio         | 6 de julio         |
|  | 6 de julio           | 6 de julio          | Malí       | 91    | Jordania              | 78                    |            |            | Malí                      | 71                        |           |         |                      |                      |  |  | 6 de julio         | 6 de julio         |
|  | 6 de julio           | 6 de julio          | Malí       | 91    |                       |                       |            |            |                           |                           |           |         |                      |                      |  |  | 6 de julio         | 6 de julio         |
|  | 6 de julio           | 6 de julio          |            |       | Jordania              | 50                    |            |            |                           |                           |           |         |                      |                      |  |  | 6 de julio         | 6 de julio         |
|  | China                | 81                  |            |       | Jordania              | 50                    | Francia    | 93         |                           |                           |           |         |                      |                      |  |  |                    |                    |
|  | China                | 81                  | 4 de julio |       |                       |                       | Francia    | 93         |                           |                           |           |         |                      |                      |  |  |                    |                    |
|  | Camerún              | 77                  |            |       | Serbia                | 96                    |            |            |                           |                           |           |         |                      |                      |  |  |                    |                    |
|  | Camerún              | 77                  | Argentina  | 85    | Serbia                | 96                    |            |            |                           |                           |           |         |                      |                      |  |  |                    |                    |
|  |                      |                     | Argentina  | 85    | 5 de julio            | 5 de julio            | 5 de julio | 5 de julio |                           |                           |           |         |                      |                      |  |  |                    |                    |
|  |                      |                     | Camerún    | 67    | 5 de julio            | 5 de julio            | 5 de julio | 5 de julio |                           |                           |           |         |                      |                      |  |  |                    |                    |
|  | Partido 15.º puesto  | Partido 15.º puesto | Camerún    | 67    | Camerún               | 86                    |            |            |                           |                           | Argentina | 73      | Partido 11.º puesto  | Partido 11.º puesto  |  |  |                    |                    |
|  | Partido 15.º puesto  | Partido 15.º puesto | 4 de julio |       | Camerún               | 86                    |            |            |                           |                           | Argentina | 73      | Partido 11.º puesto  | Partido 11.º puesto  |  |  |                    |                    |
|  | 6 de julio           | 6 de julio          |            |       | República Dominicana  | 84                    |            |            | Serbia                    | 76                        |           |         | 6 de julio           | 6 de julio           |  |  |                    |                    |
|  | Jordania             | 73                  | Serbia     | 94    | República Dominicana  | 84                    | Malí       | 89         | Serbia                    | 76                        |           |         |                      |                      |  |  |                    |                    |
|  | Jordania             | 73                  | Serbia     | 94    |                       |                       | Malí       | 89         |                           |                           |           |         |                      |                      |  |  |                    |                    |
|  | República Dominicana | 95                  |            |       | República Dominicana  | 88                    |            |            | Argentina                 | 79                        |           |         |                      |                      |  |  |                    |                    |

#### Cuartos de final del 9.º-16.º puesto
| 4 de julio de 2025 | Argentina                                             | 85–64                                 | Camerún                                          | Lausana |  |
| 11:15              | Parciales: 25–14, 21–16, 24–23, 15–14                 | Parciales: 25–14, 21–16, 24–23, 15–14 | Parciales: 25–14, 21–16, 24–23, 15–14            | |  |
|                    | Estadísticas Kropp 25 Kropp 9 Sucatzky 15 Sucatzky 26 | Reporte Pts Reb Asts Val              | Estadísticas 15 Bom 12 Seini 3 Bom, Kemet 15 Bom | Pabellón: Vaudoise Aréna 2 Asistencia: 155 espectadores Árbitros: Ademir Zurapović Mihkel Männiste Mohammad Taha |  |

| 4 de julio de 2025 | Serbia                                                     | 94–88                                 | República Dominicana                                             | Lausana |  |
| 13:45              | Parciales: 33–22, 22–13, 16–19, 23–34                      | Parciales: 33–22, 22–13, 16–19, 23–34 | Parciales: 33–22, 22–13, 16–19, 23–34                            | |  |
|                    | Estadísticas Dzepina 26 Stanojević 10 Drezgić 8 Dzepina 34 | Reporte Pts Reb Asts Val              | Estadísticas 23 Carbuccia 13 Morillo 7 Morillo 23 Siaca, Morillo | Pabellón: Vaudoise Aréna 2 Asistencia: 198 espectadores Árbitros: Luis Castillo Nicolas Fernandes Orlando Varela |  |

| 4 de julio de 2025 | Malí                                                              | 91–50                                | Jordania                                      | Lausana |  |
| 16:15              | Parciales: 30–7, 23–11, 26–19, 12–13                              | Parciales: 30–7, 23–11, 26–19, 12–13 | Parciales: 30–7, 23–11, 26–19, 12–13          | |  |
|                    | Estadísticas Bagayoko 22 Traoré 11 Doumbia 9 Traoré, Coulibaly 25 | Reporte Pts Reb Asts Val             | Estadísticas 11 Zeid 6 Hijazi 4 Saleh 10 Zeid | Pabellón: Vaudoise Aréna 2 Asistencia: 190 espectadores Árbitros: Matthew Myers Ventsislav Velikov Fernando Leite |  |

| 4 de julio de 2025 | China                                                     | 76–85                                 | Francia                                                 | Lausana |  |
| 18:45              | Parciales: 22–15, 15–28, 17–17, 21–25                     | Parciales: 22–15, 15–28, 17–17, 21–25 | Parciales: 22–15, 15–28, 17–17, 21–25                   | |  |
|                    | Estadísticas Zhang B. 17 Huan Sinan 9 Zhu 5 Huan Sinan 20 | Reporte Pts Reb Asts Val              | Estadísticas 21 Dada 10 Sankhe 6 Bracq 22 Sissoko, Dada | Pabellón: Vaudoise Aréna 2 Asistencia: 130 espectadores Árbitros: Martin Vulić Ahmed Ahmed Ali Yaseen Al-Shuwaili Claudio Eiuba |  |

#### Semifinales del 13.º-16.º puesto
| 5 de julio de 2025 | Camerún                                         | 86–84                                 | República Dominicana                                | Lausana |  |
| 11:15              | Parciales: 13–24, 19–22, 20–15, 34–23           | Parciales: 13–24, 19–22, 20–15, 34–23 | Parciales: 13–24, 19–22, 20–15, 34–23               | |  |
|                    | Estadísticas Bom 19 Seini 14 Kingue 8 Ewanke 22 | Reporte Pts Reb Asts Val              | Estadísticas 20 Morillo 11 Baez 7 Carbuccia 26 Baez | Pabellón: Vaudoise Aréna 2 Asistencia: 161 espectadores Árbitros: Johnny Batista Daigo Urushima Edwin Quiles |  |

| 5 de julio de 2025 | China                                                         | 97–78                                 | Jordania                                                             | Lausana |  |
| 13:45              | Parciales: 29–17, 21–18, 31–19, 16–24                         | Parciales: 29–17, 21–18, 31–19, 16–24 | Parciales: 29–17, 21–18, 31–19, 16–24                                | |  |
|                    | Estadísticas Zhang B. 22 Zhang B., Wang Yang 17 Huan Sinan 23 | Reporte Pts Reb Asts Val              | Estadísticas 14 Hijazi, Mucharbach 8 Mucharbach 6 Zeid 23 Mucharbach | Pabellón: Vaudoise Aréna 2 Asistencia: 144 espectadores Árbitros: James Griguol Park Kyoung-jin Orlando Varela |  |

#### Semifinales del 9.º-12.º puesto
| 5 de julio de 2025 | Argentina                                          | 73–76                                 | Serbia                                               | Lausana |  |
| 16:15              | Parciales: 27–17, 15–17, 18–27, 13–22              | Parciales: 27–17, 15–17, 18–27, 13–22 | Parciales: 27–17, 15–17, 18–27, 13–22                | |  |
|                    | Estadísticas Kropp 19 Kropp 12 Sucatzky 7 Kropp 28 | Reporte Pts Reb Asts Val              | Estadísticas 25 Kostić 9 Drezgić 4 Džepina 19 Kostić | Pabellón: Vaudoise Aréna 2 Asistencia: 277 espectadores Árbitros: Matthew Myers Yener Yılmaz Alan dos Santos |  |

| 5 de julio de 2025 | Francia                                                      | 76–71                                 | Malí                                               | Lausana |  |
| 18:45              | Parciales: 20–15, 15–18, 27–16, 14–22                        | Parciales: 20–15, 15–18, 27–16, 14–22 | Parciales: 20–15, 15–18, 27–16, 14–22              | |  |
|                    | Estadísticas Pons 15 Sissoko 7 Cuatro jugadores 4 Sissoko 22 | Reporte Pts Reb Asts Val              | Estadísticas 19 Traoré 12 Traoré 4 Keita 28 Traoré | Pabellón: Vaudoise Aréna 2 Asistencia: 401 espectadores Árbitros: Ademir Zurapović Juozas Barkauskas Mohammad Taha |  |

#### Partido por el 15.º puesto
| 6 de julio de 2025 | Jordania                                       | 73–95                                 | República Dominicana                              | Lausana |  |
| 10:00              | Parciales: 17–16, 14–27, 20–25, 22–27          | Parciales: 17–16, 14–27, 20–25, 22–27 | Parciales: 17–16, 14–27, 20–25, 22–27             | |  |
|                    | Estadísticas Saleh 19 Saleh 9 Zeid 6 Khaled 17 | Reporte Pts Reb Asts Val              | Estadísticas 19 Brito 9 Baez 8 Carbuccia 24 Brito | Pabellón: Vaudoise Aréna 2 Asistencia: 153 espectadores Árbitros: Orlando Varela Fernando Leite Claudio Eiuba |  |

#### Partido por el 13.º puesto
| 6 de julio de 2025 | China                                               | 81–77                                 | Camerún                                           | Lausana |  |
| 12:30              | Parciales: 21–24, 20–16, 17–20, 23–17               | Parciales: 21–24, 20–16, 17–20, 23–17 | Parciales: 21–24, 20–16, 17–20, 23–17             | |  |
|                    | Estadísticas Chen 25 Zhang B. 9 Chen, Cui 3 Chen 27 | Reporte Pts Reb Asts Val              | Estadísticas 22 Basson 24 Seini 5 Basson 30 Seini | Pabellón: Vaudoise Aréna 2 Asistencia: 199 espectadores Árbitros: Alan dos Santos Juozas Barkauskas Mohammad Taha |  |

#### Partido por el 11.º puesto
| 6 de julio de 2025 | Malí                                                  | 89–79                                  | Argentina                                          | Lausana                                                                                            |  |
| 15:00              | Parciales: 17–22, 23–26, 23–14, 26'–17                | Parciales: 17–22, 23–26, 23–14, 26'–17 | Parciales: 17–22, 23–26, 23–14, 26'–17             | |  |
|                    | Estadísticas Traoré 27 Traoré 12 Bagayoko 6 Traoré 37 | Reporte Pts Reb Asts Val               | Estadísticas 21 Kropp 6 Kropp 10 Sucatzky 23 Kropp | Pabellón: Vaudoise Aréna 2 Asistencia: 199 espectadores Árbitros: Martin Vulić Sun Jian Kerem Baki |  |

#### Partido por el 9.º puesto
| 6 de julio de 2025 | Francia                                                 | 93–96                                 | Serbia                                                | Lausana |  |
| 17:30              | Parciales: 26–27, 24–23, 16–20, 27–26                   | Parciales: 26–27, 24–23, 16–20, 27–26 | Parciales: 26–27, 24–23, 16–20, 27–26                 | |  |
|                    | Estadísticas Fodzo 18 Bassong, Pons 4 Bracq 5 Fodzen 19 | Reporte Pts Reb Asts Val              | Estadísticas 22 Kostić 9 Džepina 10 Drezgić 22 Kostić | Pabellón: Vaudoise Aréna 2 Asistencia: 383 espectadores Árbitros: Johnny Batista Yener Yılmaz Mihkel Männiste |  |

## Medallero
| Alemania | Estados Unidos | Eslovenia |
| Jack Kayil Jordan Müller Christian Anderson Janne Müller Tom Stoiber Hannes Steinbach Declan Duru Musa Gerd Georg Abra Eric Reibe Keenan Garner Amon Dörries Nicolas Kedjoe | Koa Peat JJ Mandaquit Caleb Holt AJ Dybantsa Jasper Johnson Mikel Brown Jr. Jordan Smith Jr. Tyran Stokes Brandon McCoy Morez Johnson Jr. Nikolas Khamenia Daniel Jacobsen | Mark Padjen Leon Ivičić Leon Zdravković Vit Hrabar Urban Kroflič Žak Smrekar Filip Petkovski Mark Povše Bine Plut Lovro Lapajne Mark Ciperle Aljaž Menič |

## Estadísticas

### Clasificación final
| Pos.              | Equipo               | Pts | G-P | PF  | PC  | Dif. |
| ----------------- | -------------------- | --- | --- | --- | --- | ---- |
| Medalla de oro    | Estados Unidos       | 14  | 7–0 | 802 | 529 | +273 |
| Medalla de plata  | Alemania             | 13  | 6–1 | 601 | 553 | +48  |
| Medalla de bronce | Eslovenia            | 11  | 4–3 | 553 | 545 | +8   |
| 4                 | Nueva Zelanda        | 11  | 4–3 | 581 | 592 | -11  |
| 5                 | Canadá               | 12  | 5–2 | 620 | 555 | +65  |
| 6                 | Australia            | 11  | 4–3 | 568 | 570 | -2   |
| 7                 | Israel               | 12  | 5–2 | 494 | 460 | +34  |
| 8                 | Suiza                | 10  | 3–4 | 533 | 560 | -27  |
| 9                 | Serbia               | 11  | 4–3 | 588 | 586 | +2   |
| 10                | Francia              | 10  | 3–4 | 548 | 558 | -10  |
| 11                | Malí                 | 10  | 3–4 | 514 | 523 | -9   |
| 12                | Argentina            | 10  | 3–4 | 535 | 522 | +13  |
| 13                | China                | 9   | 2–5 | 560 | 608 | -48  |
| 14                | Camerún              | 8   | 1–6 | 528 | 641 | -113 |
| 15                | República Dominicana | 9   | 2–5 | 594 | 588 | +6   |
| 16                | Jordania             | 7   | 0–7 | 384 | 613 | -229 |

### Líderes

#### Jugadores
| Jugador       | PPP  |
| ------------- | ---- |
| Tyler Kropp   | 21,7 |
| Lucas Morillo | 20   |
| Omer Mayer    | 20   |
| Roman Siulepa | 18,9 |
| Gedeon Basson | 18   |

| Jugador          | RPP  |
| ---------------- | ---- |
| Amadou Seini     | 15,3 |
| Hannes Steinbach | 13   |
| Ariel Sela       | 11,2 |
| Tyler Kropp      | 9,7  |
| Youssouf Traoré  | 9,3  |
| Dayan Nessah     | 9,3  |

| Jugador            | APP |
| ------------------ | --- |
| Thiago Sucatzky    | 6,9 |
| Jack Kayil         | 6,6 |
| Christian Anderson | 6,6 |
| Danny Carbuccia    | 6,6 |
| Mikel Brown Jr.    | 6,1 |

| Jugador                | TPP |
| ---------------------- | --- |
| Huan Sinan             | 5   |
| Daniel Jacobsen        | 1,9 |
| Melvine Mbamen Tchouda | 1,9 |
| Morez Johnson Jr.      | 1,7 |
| Julius Halaifonua      | 1,6 |
| Ladji Coulibaly        | 1,6 |
| Matthew Dann           | 1,6 |
| Noa Kouakou-Heugue     | 1,6 |

| Jugador                | SPP |
| ---------------------- | --- |
| Felipe Minzer          | 3,2 |
| Fernando de los Santos | 3   |
| Caleb Holt             | 2,7 |
| Ibrahim Oumar Doumbia  | 2,6 |
| Ariel Sela             | 2,3 |

| Jugador          | EPP  |
| ---------------- | ---- |
| Hannes Steinbach | 27,1 |
| Tyler Kropp      | 24,7 |
| Youssouf Traoré  | 22,9 |
| Lucas Morillo    | 22,9 |
| Amadou Seini     | 22   |

#### Equipos
| Equipo               | PPP   |
| -------------------- | ----- |
| Estados Unidos       | 114,6 |
| Canadá               | 88,6  |
| Alemania             | 85,9  |
| República Dominicana | 84,9  |
| Serbia               | 84    |

| Equipo         | RPP  |
| -------------- | ---- |
| Camerún        | 47,9 |
| Estados Unidos | 47,1 |
| Australia      | 46,1 |
| Canadá         | 46   |
| Nueva Zelanda  | 45,7 |

| Equipo         | APP  |
| -------------- | ---- |
| Estados Unidos | 27,7 |
| Alemania       | 21   |
| Argentina      | 20,7 |
| Francia        | 20,6 |
| Eslovenia      | 19,7 |
| Canadá         | 19,7 |

| Equipo         | TPP |
| -------------- | --- |
| China          | 6,7 |
| Suiza          | 6,1 |
| Estados Unidos | 5,9 |
| Nueva Zelanda  | 5,3 |
| Canadá         | 5   |

| Equipo               | SPP  |
| -------------------- | ---- |
| Estados Unidos       | 14,1 |
| Malí                 | 13   |
| República Dominicana | 12,6 |
| Francia              | 10,6 |
| Argentina            | 10,4 |

| Equipo               | EPP   |
| -------------------- | ----- |
| Estados Unidos       | 147,1 |
| Canadá               | 101,4 |
| Alemania             | 101,3 |
| República Dominicana | 92,9  |
| Nueva Zelanda        | 89,9  |

## Premios y reconocimientos
Para esta edición de la competencia, además del tradicional quinteto ideal y jugador más valioso, se agregaron nuevos premios: segundo mejor quinteto, mejor jugador defensivo y mejor entrenador. Los premios se anunciaron el 3 de julio.
| Quinteto ideal                                                                    |
| --------------------------------------------------------------------------------- |
| Mikel Brown Jr. Christian Anderson Hannes Steinbach Žak Smrekar AJ Dybantsa (MVP) |
| Segundo mejor quinteto                                                            |
| Jordan Charles Tama Isaac Dayan Nessah Roman Siulepa Tyler Kropp                  |
| Mejor jugador defensivo: Jordan Smith Jr.                                         |
| Mejor entrenador: Danijel Radosavljević                                           |